# Goera octospina
Goera octospina är en nattsländeart som beskrevs av Banks 1920. Goera octospina ingår i släktet Goera och familjen grusrörsnattsländor. Inga underarter finns listade i Catalogue of Life.